# Tour Deloitte
La Tour Deloitte est un gratte-ciel de la ville de Montréal, au Québec. Achevée en 2015, elle mesure 132,89 mètres de hauteur et compte 24 étages. La tour est l'œuvre du cabinet d'architectes Kohn Pedersen Fox.

## Caractéristiques
L'édifice, sis au 1190, avenue des Canadiens-de-Montréal (adresse secondaire : 1115, rue Saint-Antoine Ouest), abrite le siège québécois de Deloitte. Sa construction a été menée entre 2013 et 2015 ; il compte 27 niveaux, dont 24 étages, ainsi qu'un parking de 230 places. L'emprise au sol est identique à celle du bâtiment précédent, mais la hauteur de la tour (initialement nommée Tour Windsor) a été limitée à 133 mètres, bien que l'autorisation acceptait un édifice de 225 mètres.